# Coppa delle nazioni africane Under-20 2021
La Coppa delle nazioni africane Under-20 2021 è stata la 22ª edizione del torneo di calcio riservato ai giocatori con meno di 20 anni di età. Si svolse in Mauritania dal 14 febbraio al 6 marzo 2021. Le semifinaliste si sarebbero dovute qualificare per il campionato mondiale Under-20 2021, edizione cancellata a causa della pandemia di COVID-19.
Il Mali, non qualificata, era la squadra detentrice del titolo.
La competizione è stata vinta dal Ghana, per la quarta volta, che si è imposto in finale per 2-0 sull'Uganda.

## Stadi
| Nouakchott        | Nouakchott                  |
| ----------------- | --------------------------- |
| Stadio Olimpico   | Stadio Cheikha Ould Boïdiya |
| Capienza: 20 000  | Capienza: 8 200             |
|                   |                             |
| Nouadhibou        | Nouakchott Nouadhibou       |
| Stadio municipale | Nouakchott Nouadhibou       |
| Capienza: 10 300  | Nouakchott Nouadhibou       |
|                   | Nouakchott Nouadhibou       |

## Squadre qualificate
- Burkina Faso
- Camerun
- Gambia
- Ghana
- Marocco
- Mauritania (paese organizzatore)
- Mozambico
- Namibia
- Rep. Centrafricana
- Tanzania
- Tunisia
- Uganda

## Fase a gironi

### Gruppo A

#### Classifica
| Pos. | Squadra    | Pt | G | V | N | P | GF | GS | DR |
| ---- | ---------- | -- | - | - | - | - | -- | -- | -- |
| 1.   | Camerun    | 9  | 3 | 3 | 0 | 0 | 6  | 1  | +5 |
| 2.   | Uganda     | 6  | 3 | 2 | 0 | 1 | 4  | 2  | +2 |
| 3.   | Mauritania | 3  | 3 | 1 | 0 | 2 | 3  | 3  | 0  |
| 4.   | Mozambico  | 0  | 3 | 0 | 0 | 3 | 1  | 8  | -7 |

##### Risultati
| Arbitro: | Mutaz Ibrahim Al-Shalmani |

|  |           |          |
|  | Marcatori | 81’ Jang |

| Arbitro: | Mohamed Ali Moussa |

|                                  |           |  |
| Kakooza 57’ (rig.) Sserwadda 86’ | Marcatori |  |

| Arbitro: | Souleiman Ahmed Djama |

|          |           |  |
| Jang 32’ | Marcatori |  |

| Arbitro: | Mahamat Alhadji Allaou |

|  |           |                          |
|  | Marcatori | 19’ M'Bareck 29’ Sangare |

| Arbitro: | Akhona Zennith Makalima |

|                                                |           |               |
| Eto'o 7’, 45+3’ (rig.) Milla 47’ Abdoulaye 87’ | Marcatori | 85’ Lorenzoni |

| Arbitro: | Ibrahim Kalilou Traorè |

|                           |           |                                  |
| Silly Sanghare 40’ (rig.) | Marcatori | 60’ Sserwadda 89’ (rig.) Kakooza |

### Gruppo B

#### Classifica
| Pos. | Squadra            | Pt | G | V | N | P | GF | GS | DR |
| ---- | ------------------ | -- | - | - | - | - | -- | -- | -- |
| 1.   | Burkina Faso       | 7  | 3 | 2 | 1 | 0 | 4  | 1  | +3 |
| 2.   | Rep. Centrafricana | 4  | 3 | 1 | 1 | 1 | 4  | 5  | -1 |
| 3.   | Tunisia            | 4  | 3 | 1 | 1 | 1 | 3  | 2  | +1 |
| 4.   | Namibia            | 1  | 3 | 0 | 1 | 2 | 1  | 4  | -3 |

##### Risultati
| Nouakchott 15 febbraio 2021, ore 17:00 UTC+1 | Burkina Faso    | 0 – 0 referto | Tunisia | Stade Cheikha Ould Boïdiya\| Arbitro: \| Samuel Uwikunda \| |
| Arbitro:                                     | Samuel Uwikunda |               |         |                                                             |

| Arbitro: | Blaise Yuven Ngwa |

|            |           |            |
| Kanjii 81’ | Marcatori | 53’ Yangao |

| Arbitro: | Adalbert Diouf |

|                     |           |  |
| Lamti 28’ Ayari 48’ | Marcatori |  |

| Arbitro: | Celso Alvacao |

|                                    |           |           |
| Bazie 45+1’ Chardey 52’ Beleme 77’ | Marcatori | 32’ Ngoma |

| Arbitro: | Mohamed Ali Moussa |

|           |           |  |
| Botué 90’ | Marcatori |  |

| Arbitro: | Messie Jessie Nkounkou Mvoutou |

|                      |           |                         |
| C. Labidi 24’ (rig.) | Marcatori | 5’ Gombe-Fei 6’ Yapende |

### Gruppo C

#### Classifica
| Pos. | Squadra  | Pt | G | V | N | P | GF | GS | DR |
| ---- | -------- | -- | - | - | - | - | -- | -- | -- |
| 1.   | Marocco  | 7  | 3 | 2 | 1 | 0 | 4  | 0  | +4 |
| 2.   | Gambia   | 4  | 3 | 1 | 1 | 1 | 2  | 2  | 0  |
| 3.   | Ghana    | 4  | 3 | 1 | 1 | 1 | 5  | 2  | +3 |
| 4.   | Tanzania | 1  | 3 | 0 | 1 | 2 | 1  | 8  | -7 |

##### Risultati
| Arbitro: | Mehrez Melki |

|                                   |           |  |
| Boah 3’, 71’ Fataw 30’ Barnes 89’ | Marcatori |  |

| Arbitro: | Mahmood Ali Mahmood Ismail |

|  |           |                 |
|  | Marcatori | 26’ El Moubarik |

| Nouadhibou 19 febbraio 2021, ore 17:00 UTC+1             | Tanzania  | 1 – 1 referto | Gambia | Stadio Municipale di Nouadhibou |
| \| \| \| \| \| Miroshi 88’ \| Marcatori \| 40’ Bojang \| |           |               |        |                                 |
|                                                          |           |               |        |                                 |
| Miroshi 88’                                              | Marcatori | 40’ Bojang    |        |                                 |

| Nouadhibou 19 febbraio 2021, ore 20:00 UTC+1 | Marocco        | 0 – 0 | Ghana | Stadio Municipale di Nouadhibou\| Arbitro: \| Abdelaziz Bouh \| |
| Arbitro:                                     | Abdelaziz Bouh |       |       |                                                                 |

| Arbitro: | Jean Ouattara |

|          |           |                           |
| Fataw 9’ | Marcatori | 16’ Drammeh 33’ L. Jallow |

| Arbitro: | Samuel Uwikunda |

|                                              |           |  |
| El Moubarik 4’ (rig.) Essahel 8’ Mouloua 13’ | Marcatori |  |

### Raffronto delle terze classificate
| Pos. | Squadra    | Pt | G | V | N | P | GF | GS | DR |
| ---- | ---------- | -- | - | - | - | - | -- | -- | -- |
| 1.   | Ghana      | 4  | 3 | 1 | 1 | 1 | 5  | 2  | +3 |
| 2.   | Tunisia    | 4  | 3 | 1 | 1 | 1 | 3  | 2  | +1 |
| 3.   | Mauritania | 3  | 3 | 1 | 0 | 2 | 3  | 3  | 0  |

## Fase ad eliminazione diretta
|  | Quarti di finale   | Quarti di finale |               |         | Semifinali                | Semifinali                |  |  | Finale       | Finale |
|  |                    |                  |               |         |                           |                           |  |  |              |        |
|  | 25 febbraio 2021   |                  |               |         |                           |                           |  |  |              |        |
|  |                    |                  |               |         |                           |                           |  |  |              |        |
|  | Camerun            | 1 (2)            |               |         |                           |                           |  |  |              |        |
|  | Camerun            | 1 (2)            | 1º marzo 2021 |         |                           |                           |  |  |              |        |
|  | Ghana              | 1 (4)            |               |         |                           |                           |  |  |              |        |
|  | Ghana              | 1 (4)            | Ghana         | 1       |                           |                           |  |  |              |        |
|  | 26 febbraio 2021   |                  | Ghana         | 1       |                           |                           |  |  |              |        |
|  |                    | Gambia           | 0             |         |                           |                           |  |  |              |        |
|  | Rep. Centrafricana | Gambia           | 0             | 0       |                           |                           |  |  |              |        |
|  | Rep. Centrafricana |                  | 6 marzo 2021  | 0       |                           |                           |  |  |              |        |
|  | Gambia             | 3                |               |         |                           |                           |  |  |              |        |
|  | Gambia             | 3                | Ghana         | 2       |                           |                           |  |  |              |        |
|  | 25 febbraio 2021   |                  | Ghana         | 2       |                           |                           |  |  |              |        |
|  |                    | Uganda           | 0             |         |                           |                           |  |  |              |        |
|  | Burkina Faso       | Uganda           | 0             | 0 (3)   |                           |                           |  |  |              |        |
|  | Burkina Faso       | 1º marzo 2021    |               | 0 (3)   |                           |                           |  |  |              |        |
|  | Uganda             | 0 (5)            |               |         |                           |                           |  |  |              |        |
|  | Uganda             | 0 (5)            | Uganda        | 4       | Finale per il terzo posto | Finale per il terzo posto |  |  |              |        |
|  | 26 febbraio 2021   |                  | Uganda        | 4       | Finale per il terzo posto | Finale per il terzo posto |  |  |              |        |
|  |                    | Tunisia          | 1             |         |                           |                           |  |  |              |        |
|  | Marocco            | Tunisia          | 1             | 0 (1)   | Gambia                    | 0 (4)                     |  |  |              |        |
|  | Marocco            |                  |               | 0 (1)   | Gambia                    | 0 (4)                     |  |  |              |        |
|  | Tunisia            | 0 (4)            |               | Tunisia | 0 (2)                     |                           |  |  |              |        |
|  | Tunisia            | 0 (4)            |               |         | 0 (2)                     |                           |  |  |              |        |
|  |                    |                  |               |         |                           |                           |  |  | 5 marzo 2021 |        |
|  |                    |                  |               |         |                           |                           |  |  |              |        |

## Quarti di finale
| Arbitro: | Mahamat Alhadji Allaou |

|                            |                      |                                |
| Milla 103’                 | Marcatori            | 105+2’ F. Boateng              |
| Moubarak Ibrahim Ali Milla | Tiri di rigore 2 – 4 | Afriyie Assinki I. Mensah Boah |

| Arbitro: | Blaise Yuven Ngwa |

|                                   |                      |                                       |
| Djiga Chardey Ousmane Diane Bamba | Tiri di rigore 3 – 5 | Kakooza Bukenya Yiga Bogere Ssemakula |

| Arbitro: | Mutaz Ibrahim Al-Shalmani |

|                               |                      |                                   |
| Maouhoub El Moubarik Zemraoui | Tiri di rigore 1 – 4 | Ben Lamin Lamti Mimouni C. Labidi |

| Arbitro: | Abdelaziz Bouh |

|  |           |                                        |
|  | Marcatori | 5’ Wally Fofana 49’ Bojang 90+2’ Barry |

## Semifinale
| Arbitro: | Souleiman Ahmed Djama |

|          |           |  |
| Boah 34’ | Marcatori |  |

| Arbitro: | Pierre Atcho |

|                                   |           |               |
| Basangwa 4’ Kakooza 36’, 50’, 73’ | Marcatori | 39’ Ben Lamin |

## Finale 3º - 4º posto
| Arbitro: | Celso Alvacao |

|                                    |                      |                                  |
| Bojang Nije Barry M. Jallow Kanteh | Tiri di rigore 4 – 2 | Ben Lamin Ayari H. Labidi Zghada |

## Finale
| Arbitro: | Abdelaziz Bouh |

|                         |           |  |
| Daniel Afriyie 22’, 51’ | Marcatori |  |

## Statistiche

### Classifica marcatori
5 reti
- Derrick Kakooza

3 reti
- Percious Boah

2 reti
- Junior Sunday Jang
- Etienne Eto'o Pineda
- Kevin-Prince Milla
- Modou Bojang
- Abdul Fatawu
- Daniel Afriyie
- El Mehdi El Moubarik
- Silly Sanghare
- Steven Sserwadda

1 rete
- Joffrey Bazie
- Pingwinde Beleme
- Jean Botué
- Eric Chardey
- Abdoulaye Yahaya
- Alieu Barry
- Kajally Drammeh
- Lamarana Jallow
- Wally Fofana
- Joselpho Barnes
- Frank Boateng
- Mohamed Amine Essahel
- Ayoub Mouloua

- Oumar M'Bareck
- Gianluca Lorenzoni
- Amazing Kanjii
- Toussaint Gombe-Fei
- Raphaël Marc Yapéndé
- Flory Yangao
- Isaac Ngoma
- Novatus Miroshi
- Hassan Ayari
- Adam Ben Lamin
- Chiheb Labidi
- Marc Lamti
- Richard Basangwa

## Premi
- Capocannoniere:  Derrick Kakooza (5)
- Miglior giocatore:  Abdul Fatawu Issahaku
- Guanto d'oro:  Ibrahim Danlad

### All-Star Team[3]
| Portieri       | Difensori                                                      | Centrocampisti                                     | Attaccanti                                          |
| -------------- | -------------------------------------------------------------- | -------------------------------------------------- | --------------------------------------------------- |
| Ibrahim Danlad | Flory Yangao Blondon Meyapya Fongain Lamin Jawara Aziz Kayondo | El Mehdi El Moubarik Lamarana Jallow Chiheb Labidi | Abdul Fatawu Issahaku Derrick Kakooza Joffrey Bazié |

Allenatore:  Morley Byekwaso